# Hybogaster penetrator
Hybogaster penetrator är en stekelart som först beskrevs av Smith 1863.  Hybogaster penetrator ingår i släktet Hybogaster och familjen bracksteklar. Inga underarter finns listade i Catalogue of Life.